# Luis Javier García Sanz
Luis Javier García Sanz (ur. 24 czerwca 1978 w Badalonie) – hiszpański piłkarz grający na pozycji pomocnika lub skrzydłowego.
Podczas swojej kariery występował m.in. w greckim Panathinaikosie, Racingu Santander i Atlético Madryt, gdzie przyszedł w 2007 roku za 5 milionów euro z Liverpoolu, z którym w 2005 roku wygrał Ligę Mistrzów. Poprzednio grał w Barcelonie, CD Tenerife i w Realu Valladolid oraz po raz pierwszy w Atlético.
Były zawodnik reprezentacji Hiszpanii, z którą w roku 2006 wziął udział w finałach Mistrzostw Świata. W latach 2005–2008 rozegrał w kadrze narodowej 20 spotkań, w których zdobył 4 gole. Występował także w reprezentacji Katalonii.
14 stycznia 2014 roku ogłosił zakończenie kariery. 7 lipca 2014 roku wznowił ją i podpisał kontrakt z indyjskim Atlético de Kolkata. W styczniu 2016 roku podpisał umowę z australijskim Central Coast Mariners obowiązującą do końca sezonu.